# Вичуга
Ви́чуга — город (с 1925) в Ивановской области России. Является административным центром Вичугского района, в состав которого не входит, образует городской округ Вичуга.
Распоряжением Правительства Российской Федерации от 29 июля 2014 года № 1398-р «Об утверждении перечня моногородов», включён в список моногородов Российской Федерации с риском ухудшения социально-экономического положения.

## География
Город расположен на расстоянии 70 км к северо-востоку от областного центра Иваново и около 370 км к северо-востоку от Москвы; к югу от реки Волги. Через Вичугу проходит железная дорога «Москва — Кинешма», автомобильная трасса «Кинешма — Ковров».

## Этимология
Название происходит от гидронима — реки Вичуги (Вичужанки). Гидроним имеет финно-угорское происхождение, вероятно, от мерянского *vičVga*, где корень *vič(a)* связывают со значением «ива», а формант *-Vga*, часто встречающийся в гидронимах севера Европейской России, может означать «река» или указывать на заболоченность. Первоначально название относилось к реке и волости вокруг села Вичуга (ныне Старая Вичуга). С 1871 года название Вичуга получила железнодорожная станция (изначально Новая Вичуга), а с 1925 года — город, образованный из рабочих посёлков при станции.

## История
Город Вичуга образовался 6 июня 1925 года постановлением Президиума ВЦИК путём объединения трёх десятков населённых пунктов (19 рабочих посёлков, 5 промзон, одного села и 5 деревень). Развитая инфраструктура вокруг трёх главных фабричных центров до сих пор сохраняет относительную самостоятельность, что является особенностью города. Город назван по имени железнодорожной станции (её первоначальное название — Новая Вичуга). Станция же своим названием обязана старейшему населённому пункту окрестностей — селу Вичуге (в 1938 году бывшее село преобразовано в посёлок Старая Вичуга).
Вичуга — место зарождения в XIX веке крупных купеческо-промышленных династий, в основном, фабрикантов Коноваловых, Разорёновых, Миндовских, Морокиных, Пелёвиных. В результате их деятельности в XIX — начале XX века была создана крупная текстильная промышленность в городе Вичуге и районе, а также в Кинешме, в Наволоках, в Заволжске и Юрьевце. В городах Вичуга, Наволоки и посёлке Каменка фабрики стали градообразующими предприятиями. Уездный центр Кинешма из мещанского городка перешёл в разряд крупного промышленного центра благодаря деятельности вичугских фабрикантов.
В 1895 в селе Новая Гольчиха Кинешемского уезда (ныне Вичуга) родился будущий маршал Советского Союза и выдающийся военный стратег Александр Василевский. В 1909 году Василевский окончил Кинешемское духовное училище.

### Часовня-памятник Александру II
В посёлке Новая Вичуга (при станции Вичуга) существовала каменная часовня во имя святого благоверного князя Александра Невского. Она была возведена в 1912 году на средства, собранные по подписке среди местных жителей и фабрикантов. Строительство приурочили к 50-летию отмены крепостного права императором Александром II (указ от 19 февраля 1861 года). Часовня находилась в ведении Бонячкинской религиозной общины
Существование часовни задокументировано, в частности, почтовой открыткой 1913 года (№ 23, «Часовня-Памятникъ Александру II въ Новой Вичугѣ, Костр. губ.») и фотографией улицы Новой Вичуги (№ 24) того же периода, где она видна на заднем плане. Поиски точного местоположения часовни начались в 2016 году после появления этих изображений в сети Интернет.
Предположительно, часовня была построена по типовому проекту, опубликованному в «Архитектурной энциклопедии второй половины XIX века» Г. В. Барановского (1902 год). На чертежах указан размер основания 6 аршин (около 4 метров 26 сантиметров).
В июле 1924 года власти изъяли ключи от часовни у верующих. 24 декабря 1924 года постановлением губернского исполнительного комитета было принято решение о сносе часовни. В качестве обоснования указывалось, что часовня, располагаясь около сквера, «обращая на себя внимание, нарушала вид сквера». Это решение было впоследствии поддержано ВЦИК.
В ходе краеведческих исследований, проведённых А. В. Беловым, было установлено предполагаемое место расположения часовни — небольшой холм, поросший кустарником, у входа в липовую аллею (бывший сквер) со стороны улицы Большая Пролетарская.

### Советский период
В 1932 году в Вичуге Ивановской промышленной области произошла забастовка рабочих, недовольных резким снижением карточных норм на хлеб. Забастовщики, захватив здание горкома партии, ОГПУ и почту, объявили о свержении советской власти. По официальным данным, погиб 1 человек, несколько десятков ранены, в забастовке участвовало около 10 тысяч рабочих. Сталин тогда назвал вичугские рабочие выступления «вторым Кронштадтом».
В 1935 году в Вичуге начинается Виноградовское движение текстильщиков-ударников.
До 2010 года Вичуга имела статус исторического поселения, однако Приказом министерства культуры Российской Федерации от 29 июля 2010 года № 418/339 город был этого статуса лишён. День города отмечается во вторую субботу июня.
Среди населения Ивановской области достаточно широко известна народная песня, сложенная вичужанами: «Ты плыви, моя гармонь, в красный город Вичуга…»

## Население
| 1931    | 1939    | 1959    | 1962    | 1967    | 1970    | 1976    | 1979    | 1982    | 1986    |
| ------- | ------- | ------- | ------- | ------- | ------- | ------- | ------- | ------- | ------- |
| 33 100  | ↗46 931 | ↗51 676 | ↗53 000 | →53 000 | ↘52 597 | ↘52 000 | ↗52 339 | ↘51 000 | ↗52 000 |
| 1989    | 1992    | 1998    | 2000    | 2001    | 2002    | 2003    | 2005    | 2006    | 2008    |
| ↘49 622 | ↘49 500 | ↘46 700 | ↘45 400 | ↘44 800 | ↘40 870 | ↗40 900 | ↘39 700 | ↘39 200 | ↘38 500 |
| 2009    | 2010    | 2011    | 2012    | 2013    | 2014    | 2015    | 2016    | 2017    | 2018    |
| ↘38 177 | ↘37 583 | ↗37 600 | ↘36 897 | ↘36 537 | ↘36 100 | ↘35 792 | ↘35 281 | ↘34 868 | ↘34 394 |
| 2019    | 2020    | 2021    |         |         |         |         |         |         |         |
| ↘33 794 | ↘33 292 | ↘30 694 |         |         |         |         |         |         |         |

На 1 января 2025 года по численности населения город находился на 503-м месте из 1124 городов Российской Федерации.
Национальный состав
По итогам переписи населения 2020 года проживали следующие национальности (национальности менее 0,1 % и другое, см. в сноске к строке «Другие»):
| Национальность | Численность, чел. | Доля     |
| -------------- | ----------------- | -------- |
| Русские        | 29 630            | 96,53 %  |
| Татары         | 95                | 0,31 %   |
| Украинцы       | 72                | 0,23 %   |
| Цыгане         | 66                | 0,22 %   |
| Таджики        | 41                | 0,13 %   |
| Другие         | 790               | 2,58 %   |
| Итого          | 30 694            | 100,00 % |

## Улицы
См. статью: Улицы Вичуги
В городе 325 улиц и 37 переулков.

## Люди, связанные с городом
Город Вичуга является местом зарождения в XIX веке крупных купеческо-промышленных династий (вичугских фабрикантов) Коноваловых, Разорёновых, Миндовских, Морокиных, Пелёвиных. В результате их деятельности в XIX — начале XX века была создана крупная промышленность в городе Вичуге и районе, в Кинешме, в Наволоках, в Заволжске, в Юрьевце. Города Вичуга и Наволоки, посёлок Каменка своим рождением обязаны основанным в них фабрикам. Уездный центр Кинешма благодаря деятельности вичугских фабрикантов из мещанского городка превратился в крупный промышленный центр.
Вичуга (село Бонячки) — родовое промышленное гнездо и площадка для реализации масштабной социальной благотворительности крупного политика (лидера московской либеральной оппозиции), министра торговли и промышленности во Временном правительстве Александра Ивановича Коновалова.
Город Вичуга — место возникновения в 1930-е годы виноградовского движения (стахановского движения в текстильной промышленности, застрельщиками которого стали ткачихи Евдокия и Мария Виноградовы).
На вичугской земле родились, жили, учились, работали до Великой Отечественной войны:
- Двое горожан — дважды Герои Советского Союза.
- 15 Героев Советского Союза.
- 2 полных кавалера ордена Славы.

- С городом Вичуга связана жизнь крупных военачальников Великой Отечественной войны. Здесь родились:
- Маршал Советского Союза А. М. Василевский.
- Маршал авиации С. Ф. Жаворонков, (1899—1967), родился в деревне Сидоровская, которая в 1930 году вошла в состав Вичуги.
- Генерал-полковник Л. М. Сандалов.
- Генерал-майор авиации Н. Г. Белов.
- Генерал-майор Г. И. Шолев.
- В Вичуге прошли молодые годы генерал-майора И. Н. Королёва.
- В окрестностях Вичуги, в селе Хреново, получил профессию учителя будущий Главный маршал авиации А. А. Новиков.
- Уроженцами вичугского края также являются генералы А. И. Ситнов, Б. В. Поварков, Г. П. Дождиков.

Вичуга — родной город:
- наркомов земледелия М. Чернова и И. Бенедиктова;
- крупнейшего отечественного психолога Я. Пономарёва;
- выдающегося детского врача-инфекциониста А. Доброхотовой (главного педиатра Минздрава СССР в 1945—1952 годах);
- озеленителя В. Миндовского.

С Вичугой связаны годы жизни крупного государственного деятеля 1950—1960-х годов (министра соцобеспечения РСФСР, председателя Центральной Ревизионной Комиссии КПСС), уроженки Вичугского края Н. А. Муравьёвой. В окрестностях города находится родина выдающегося экономиста Н. Кондратьева (д. Галуевская, в 5 км от города), министра тракторного и сельскохозяйственного машиностроения СССР И. Синицына (д. Новое Закатново, в 10 км от города). Усадьба Миндово (в 5 км от города) — родина барона Б. Нольде, полярного исследователя, капитана 2-го ранга.
Вичуга — родина революционера, государственного деятеля, крупного хозяйственника В. Андронникова. С Вичугой связана революционная и организационная деятельность крупных государственных деятелей Исидора Любимова и Сергея Климохина.
С Вичугой связаны годы жизни священномученика Никодима, архиепископа Костромского и Галицкого. В Хреново учился священномученик Григорий Аверин. Село Золотилово (в 20 км от Вичуги) — родина братьев Лакомкиных (о. Геннадий и о. Геронтий), крупных деятелей старообрядчества первой половины XX века.
На вичугской земле получили путёвку в большую жизнь выдающийся социолог Питирим Сорокин (учился в селе Хреново, в 3 км от города), самобытный художник Ефим Честняков (преподавал в с Углец, 5 км от города; в дальнейшем учился в столице на деньги вичужан), крупный театральный режиссёр Алексей Попов (первая законченная режиссёрская работа — создание театральной студии и постановка первого спектакля — была реализована в 1918 году в Вичуге (Бонячках)). С вичугской землёй связана жизнь и творчество драматурга А. Потехина (усадьба Орехово, в 15 км от города), писателя Мельникова-Печерского, поэта-самородка Д. Белова.
В окрестностях Вичуги находилась Хреновская церковно-учительская семинария (в советское время педтехникум, затем педучилище), в стенах которого училась целая плеяда выдающихся личностей.

### Почётные граждане города Вичуги
По годам присвоения.
1975
- Виноградова Мария Ивановна (1910—1990) — Герой Социалистического труда, инициатор стахановского движения в текстильной промышленности.
- Смыслов Иван Михайлович (1895—1981) — Заслуженный деятель искусств РСФСР, композитор.

1980
- Подсобляева Екатерина Ивановна (1910—1984) — ткачиха-стахановка фабрики имени Ногина.
- Сандалов Леонид Михайлович (1900—1987) — генерал-полковник.

1982
- Башарин Иван Васильевич (1920—1994) — Герой Советского Союза.
- Муравьёва Нонна Александровна (1906—1996) — министр социального обеспечения РСФСР.
- Зоров Еврасий Сергеевич (1909—1984) — художник, фронтовик.

1985
- Мелентьева Алла Ивановна (р. 1933) — Герой социалистического труда, ткачиха-стахановка фабрики имени Ногина.

1987
- Баскакова Светлана Петровна (р. 1939) — Герой социалистического труда, ткачиха-стахановка фабрики имени Ногина.

1995
- Кормилицын Дмитрий Павлович (р. 1921) — живописец.
- Латышев Владимир Николаевич (1929—2018) — академик, ректор ИвГУ с 1973 по 2000 годы, депутат Верховного Совета РСФСР XI созыва.
- Симонов Леонид Сергеевич (1933—2000) — профессор, член-корреспондент Академии наук и искусства, ректор Ивановской текстильной академии.

1997
- Василевский Александр Михайлович (1895—1977) — Маршал Советского Союза, дважды Герой Советского Союза, министр обороны СССР.
- Миронов Анатолий Иванович (р. 1927) — директор фабрики имени Ногина, 1-й секретарь Вичугского горкома КПСС (1973—1983), 2-й секретарь Ивановского обкома КПСС (1984—1988).

1998
- Бухмирова Валентина Николаевна (1928—2001) — кандидат медицинских наук, хирург Вичугской ЦРБ.
- Крупина Римма Васильевна (р. 1930) — Заслуженный учитель школ РСФСР, учитель школы № 17.

2000
- Плохов Николай Павлович (1923—2002) — директор фабрики имени Шагова.
- Рябинкин Вадим Александрович (р. 1926) — председатель исполкома Вичугского городского Совета народных депутатов.

2002
- Тычков Николай Васильевич (1923—2012) — председатель президиума городского Совета ветеранов.

2003
- Рябинкина Любовь Николаевна (р. 1932) — учитель.
- Лобушкова Мария Кузьминична (1927—2008) — председатель Вичугского Совета ветеранов войны и труда.

2005
- Лебедева Александра Ивановна (р. 1923) — врач ЦРБ, ветеран труда, участник Великой Отечественной войны.
- Алексеев Геннадий Ефремович (р. 1928) — ветеран труда, директор СМУ-7.

2009
- Ступин Вячеслав Григорьевич (р. 1947) — глава администрации городского округа Вичуга. С 30 июля 2020 г. исполняющий обязанности главы администрации городского округа Кинешма.

2014
- Жаворонков Семён Фёдорович (1899—1967) — советский военачальник, маршал авиации

## Памятники и скульптура
- Воинские захоронения, мемориалы и памятники (на городском кладбище; на старом кладбище у Красной церкви в Тезино; на Коноваловской площади; в сквере у ДК «Машиностроитель»; в парке в Тезино; на ул. Ленинской в Новой Гольчихе; у школы на ул. Н. Куликовой; «афганцам» в ясеневом сквере у районной больницы)[49].
- Памятник бывшим учащимся восьмилетней школы № 9, погибшим на фронтах Великой Отечественной войны (у школы № 9, ул. Парковая, дом 13)
- Памятник ликвидаторам Чернобыльской катастрофы (в сквере у ДК «Машиностроитель»).
- Бюст маршала А. Василевского (скульпторы А. Смирнов и С. Бычков; аллея Славы, открыт 8 мая 2006 г.)[50].
- Бюст маршала А. Василевского (скульпторы Е. Е. Вучетич, в художественном музее).
- Бюст маршала авиации С. Жаворонкова (аллея Славы)[50].
- Бюст Героя Советского Союза И. Коровина (в Тезино, у социального центра, б. школа № 7).
- Бюст В. Ногина (у б. фабрики имени Ногина)[50].
- Бюст Н. Шагова (у б. фабрики имени Шагова)[50].
- Памятники Ленину (у ГКЦ; у б. фабрики «Красный Профинтерн»)[51].
- Мозаичная стела «Идущие впереди» (посвящена ткачихам Виноградовым, 1973, худ. С. Тумаков, Коноваловская площадь).
- Скульптура — поэты и писатели: Пушкин, Горький, Некрасов (утрач.)[50].
- Скульптура — люди труда: женщина с ребёнком («вичугская мадонна»), каменщик, рабочая с мастерком, мироносец, ткачиха[49].
- Скульптура — сказочная и животные: доктор «Айболит», медведи на велосипедах, лебеди, львы, дог и другие[52].
- Скульптура — детская и пионерская[53].

## Архитектура

### Воскресенская («красная») церковь
Заказчик: фабрикант И. Кокорев. Время строительства: 1908—1911. Архитектор: И. С. Кузнецов.
Фотографии представлены в фотоальбомах храма и майолики
|  |  |  |  |

### Свято-Воскресенская («белая») церковь
Заказчик: фабрикант А. И. Коновалов. Построена в 1904 году.
Фотографии представлены в фотоальбоме
|  |  |  |

### Сергиевская церковь
В 1801 году в селе Вичуга (Старая Вичуга, Завражная улица, дом № 19) было освящено строительство однопрестольного храма при кладбище — Сергиевской церкви. Небольшой церковный ансамбль был задуман в память о преподобном Сергии, игумене Радонежском.
Церковь обладает статусом объекта федерального значения и относится к эпохе архитектуры второй четверти XIX века, которая была склонна к классицизму. Его называют драгоценным камнем, который, подобно жемчужине, украшал русскую культуру и православную духовность в историческом прошлом России.
Расписные розетки обрамляют купол церкви, между которыми видно изображение Господа Саваофа. Он держит на руках Иисуса Спасителя. Иконостас окружают колонны, они украшены образом Сергия Радонежского в венце и ризе. Храм был обнесён ограждением, выложенным из камня с четырьмя башенками, крытыми железом. Деньги на возведение церкви пожертвовал фабрикант, который стал основателем прядильно-ткацкого и красильного производства в Вичуге. Это купец II гильдии, церковный староста Стефан Иванович Кротов.
На протяжении всего времени существования храм был действующим и не закрывался ни разу, а накануне сороковых годов XX века он стал единственным местом, где отправлялись церковные богослужения. Храмовый интерьер, содержание фресок и иконостас сохранились в том виде, какой предполагал увидеть по завершении строительства архитектор. Строители и художники следовали его проекту во время возведения здания церкви. В начале XX века роспись храма обновили. Работу выполняли художники, старавшиеся следовать стилистике живописи М. В. Нестерова.
Фото с сайта http://visitivanovo.ru

### Коноваловская больница
Первоначальный статус (1912—1917): фабричная больница «Товарищества мануфактур Ивана Коновалова с сыном».
Современное использование — профильное, в здании располагается центральная районная больница.
Заказчик: фабрикант А. И. Коновалов. Время строительства: 1910—1912. Архитекторы В. Д. Адамович, И. Жолтовский.
Фотографии представлены в фотоальбомах,
|  |

|  |  |  |

### Коноваловские ясли
Первоначальный статус (1912—1917): фабричные ясли «Товарищества мануфактур Ивана Коновалова с сыном». Современное использование — непрофильное (аренда коммерческими структурами).
Заказчик: фабрикант А. Коновалов. Время строительства: 1911—1912. Архитекторы В. Д. Адамович, И. Жолтовский.
Фотографии представлены в фотоальбоме
|  |  |  |

### Коноваловский дворец (Народный дом)
Первоначальный статус (1915—1917): Народный дом. Названия: Рабочий клуб фабрики имени Ногина; Дворец культуры фабрики имени Ногина; Городской культурный центр (Дворец культуры).
Заказчик: фабрикант А. Коновалов. Время строительства: 1914—1915, 1923—1924. Архитекторы: П. Малиновский, завершили (интерьеры, декор) В. Веснин и Н. Лазарев.
Фотографии представлены в фотоальбоме
|  |  |  |

### Бетонный корпус ткацкой фабрики
Первоначальное предназначение (1915—1917): ткацкое производство «Товарищества мануфактур Ивана Коновалова с сыном». Современное использование — профильное.
Заказчик: фабрикант А. Коновалов. Время строительства: 1912—1915. Архитекторы В. Брюханов, возможно, с участием И. Жолтовского.
Историческое событие: на втором этаже «бетонного корпуса» зародилось виноградовское движение.
Фотографии представлены в фотоальбоме
|  |  |  |

### Серёжино (Первомайский посёлок)
Первоначальный статус (1912—1917): посёлок, состоящий из особняков, предназначенных для медперсонала фабричной больницы и служащих фабрики «Товарищества мануфактур Ивана Коновалова с сыном». Современное использование — частное жильё, краеведческий и художественный музеи, один особняк разрушен.
Заказчик: фабрикант А. Коновалов. Время строительства: 1910-е. Архитекторы: И. Жолтовский, В. Д. Адамович, П. П. Малиновский
Дополнительная застройка на территории посёлка: «дом врачей» (1917), «стахановский дом» (1935, арх. Б. Гартман)
Фотографии представлены в фотоальбоме
|  |

|  |  |  |

### Кооперативный посёлок
Состоит из 54 домов (14 из которых имеют квартиры-мансарды на третьем этаже) на улицах Московская, Розы Люксембург, Карла Либкнехта, Малыгина.
Время строительства: 1925—1930.
Фотографии представлены в фотоальбоме
|  |  |  |

### Другая архитектура
- родовые купеческие дома и прочая социальная инфраструктура фабрикантов Коноваловых[65] (середина XIX — начало XX веков),
- посёлок Сашино[66](начало XX века),
- прочие купеческие особняки[67] (XIX — начало XX веков),
- фабричные здания XIX — начала XX веков[68],
- прочая архитектура XIX — начала XX веков[69],
- разнообразная архитектура советского периода[70],
- современная архитектура[71],
- народное деревянное зодчество (1920—1960-е, наличники и прочий декор)[72],
- городской парк с кедрами (заложен фабрикантом А. П. Коноваловым во второй половине XIX века),
- памятники, скульптура и мозаика советского периода,

## Экономика
В 2010 г. отгружено товаров собственного производства, выполнено работ и услуг собственными силами по обрабатывающим видам деятельности по крупным и средним предприятиям — 1,17 млрд руб.

### Основные предприятия
- ООО «Ногинская фабрика»,
- ООО «Кортес»,
- филиал ЗАО «ПК Нордтекс» в г. Вичуга — «Шаговец»,
- ООО «Вичугахлеб»

Одно из крупнейших предприятий города — Вичугский машиностроительный завод (ВМЗ) (Вичугский машиностроительный завод. vichugamz.ru. Архивировано из оригинала 19 ноября 2015 года.).
Основан в 1877 году Ф. Пелёвиным в качестве чугунолитейного завода. С конца XIX века литейно-механический завод выпускал механические ткацкие станки системы «платт», трансмиссии, приводы, паровые котлы, чугунные лестницы, трубы.
В июне 1918 года завод был национализирован. До 1921 года выпускал сельскохозяйственные орудия — плуги, бороны, окучники. Затем до 1925 года из-за острой нехватки топлива и металла был «заморожен». С 1925 года завод выпускал механические ткацкие станки, а также токарные станки и наклонные барабаны. В период 1941—1945 годов ВМЗ выпускал военную продукцию. После войны завод производил: запасные части и узлы для текстильной промышленности, вытяжные приборы для прядильных машин, торфоуборочные машины, швейные конвейеры, оборудование для обувной промышленности, шлихтовальные машины, красильно-отделочное оборудование.
В 1964 году завод из литейно-механического переименован в машиностроительный. В 1977 году завод награждён орденом Трудового Красного Знамени.
В 1990-е годы ВМЗ оказался в глубоком кризисе: производство резко упало, число рабочих снизилось с 2700 до 300 человек.
В 2003 году Вичугский машиностроительный завод был приобретён «СУ-155», одной из крупнейших российских строительных компаний, войдя в её машиностроительную часть — объединение «Машстройиндустрия». Началось возрождение завода, перепрофилированного на нужды строительной индустрии: стали производиться закладные изделия для заводов ЖБИ, детали башенных кранов, бетоноприёмники, почтовые ящики, пожарные шкафы, электромонтажные изделия, противопожарные двери, мусоропроводы. С 2006 года было освоено производство грузоподъёмной техники. В 2007 году запущен цех по производству композитных панелей для вентилируемых фасадов. За 2007 год объёмы производства возросли на 60 %, число рабочих к концу года достигло 1400 человек. В 2008 году была продолжена масштабная модернизация завода. Тем не менее в 2009 году в связи с острым кризисом в строительной индустрии вновь наступили трудные времена: значительная часть трудового персонала попала под сокращение.
Металлоконструкции, созданные на Вичугском машиностроительном заводе, использовались при строительстве всесезонного горнолыжного комплекса в Подмосковье (крытого горнолыжного спуска в Павшино).

### Сельское хозяйство
В районе выращивают пшеницу, рожь, овёс, ячмень, горох, картофель, овощи. Разводят крупный рогатый скот, овец, свиней.

### Полезные ископаемые
Имеются месторождения нерудного характера: глины, песка, гравия.

## Спорт
В последние годы Советской власти градообразующие предприятия города в первенстве области по футболу регулярно были представлены своими футбольными командами («Машиностроитель», «Ногинец», «Шаговец», «Текстильщик»). С начала XXI века любительская команда «Кооператор» — четырёхкратный чемпион «Золотого кольца» (2006, 2007, 2009, 2010), трёхкратный обладатель Кубка «Золотого кольца» (2006, 2009, 2010), финалист Кубка России среди ЛФК (2009), обладатель Кубка чемпионов областей «Золотого кольца» (2009, 2011), одиннадцатикратный чемпион Ивановской области. В городе был развит лыжный спорт, хоккей, баскетбол.

## Средства массовой информации
В Вичуге выходят три газеты: «Вичугские новости», «Надежда вичужан», «Услышано: Вичуга», а также бесплатный рекламный справочник (газета) «Вичуга. Инфо».

### «Вичугские новости»
«Вичугские новости» — общественно-политическая газета г. Вичуги и Вичугского района. Газета под названием «Вичужский рабочий» официально была учреждена в сентябре 1930 года (до этого с марта 1928 года на общественных началах выходила городская газета «Активист»). В марте 1963 года была переименована в «Зарю коммунизма», а в январе 1991 года — в «Вичугские новости».

### «Надежда вичужан»
Независимая еженедельная газета издаётся с 1996 года, с 11 июня по 31 декабря 1996 года под названием «Надежда», со 2 января 1997 года под названием «Надежда вичужан».

### Вичугская информационная программа
Интернет-телевидение в городе Вичуга и Вичугском муниципальном районе. Выходит в эфир с апреля 2014 года. Основной канал распространения — социальные сети.